# Загайнов, Леонид Иванович
Леони́д Ива́нович Зага́йнов (3 июня 1925, Лоповцы, Новоторъяльский район, Марийская автономная область, РСФСР, СССР) ― советский учёный-юрист. Старший, ведущий научный сотрудник Института государства и права АН СССР (1970―1991), доктор юридических наук (1978). Заслуженный юрист РСФСР (1986). Участник Великой Отечественной войны. Член ВКП(б).

## Биография
Родился 3 июня 1925 года в дер. Лоповцы ныне Новоторъяльского района Марий Эл в многодетной крестьянской семье. В 1942 году досрочно окончил Пектубаевскую среднюю школу родного района.
В 1942 году призван в РККА. Участник Великой Отечественной войны: после учёбы в училище в воздушно-десантной бригаде: боец, партизан, с 1944 года ― командир орудия тяжёло-самоходного артиллерийского полка, гвардии сержант. Получил тяжёлое ранение, инвалид войны. Награждён орденами Славы III степени, Отечественной войны I степени и медалями, в том числе «За отвагу».
По окончании войны ― хозяйственный работник в Новоторъяльском районе Марийской АССР, комсорг ЦК ВЛКСМ в Звенигово МАССР. В 1951 году окончил Горьковскую партийную школу. Работал ответственным работником Звениговского райкома КПСС.
В 1959 году с отличием окончил Всесоюзный юридический заочный институт (ныне ― Московский государственный юридический университет имени О. Е. Кутафина). С 1961 года ― в Институте государства и права АН СССР: аспирант, научный сотрудник, с 1970 года – старший, в 1988―1991 годах ― ведущий научный сотрудник.
В 1986 году ему присвоено почётное звание «Заслуженный юрист РСФСР». Награждён медалями.

## Научная деятельность
В 1966 году защитил кандидатскую диссертацию на тему «О роли экономических функций советского государства в создании материально-технической базы коммунизма». Кандидат юридических наук (1967).
В 1977 году успешно защитил докторскую диссертацию на тему «Экономическая деятельность социалистического государства и законы экономики: теоретические проблемы». Доктор юридических наук (1978).
Будучи научным сотрудником Института государства и права АН СССР, осуществил попытку создать авторскую концепцию экономической деятельности социалистического государства и законов экономики.
Является автором более 40 научных трудов, в том числе 15 монографий, среди которых – 5 индивидуальных: «Социалистическое государство и законы экономики» (1975), «Политическая система развитого социалистического общества» (1984), «Закономерности развития советского государства» (1987) и др..

## Звания и награды
- Заслуженный юрист РСФСР (1986)[2][3]
- Орден Славы III степени (1944)[2][3]
- Орден Отечественной войны I степени (1985)[2][3]
- Медаль «За отвагу» (1944)[2][3]
- Медаль «За доблестный труд. В ознаменование 100-летия со дня рождения Владимира Ильича Ленина»